# East End Park Working Mens Club F.C.
East End Park Working Mens Club Football Club là một câu lạc bộ bóng đá Anh có trụ sở ở Leeds, West Yorkshire, Anh, hiện tại là thành viên của 
Yorkshire Amateur League Division One.

## Lịch sử
Câu lạc bộ vô địch Yorkshire Football League Division 2 năm 1958.